# Lophostoma (plante)
Genre
Lophostoma est un genre sud-américain de plantes de la famille des Thymelaeaceae.

## Liste d'espèces
- Lophostoma amoenum
- Lophostoma calophylloides
- Lophostoma dinizii
- Lophostoma ovatum